# Norman West
Norman West (ur. 26 listopada 1935 w Barnsley, zm. 7 września 2009) – brytyjski polityk, górnik i działacz związkowy, poseł do Parlamentu Europejskiego II, III i IV kadencji.

## Życiorys
Podjął pracę w zawodzie górnika w Stocksbridge. Był działaczem górniczej centrali związkowej (NUM) oraz współpracownikiem Arthura Scargilla. Należał do Partii Pracy, pełnił funkcję radnego w Worsbrough oraz radnego hrabstwa South Yorkshire.
Z ramienia laburzystów w 1984 po raz pierwszy uzyskał mandat eurodeputowanego. Z powodzeniem ubiegał się o reelekcję w 1989 i w 1994. Pracował m.in. w Komisji ds. Badań naukowych, Rozwoju Technicznego i Energii. Zrezygnował z mandatu na kilkanaście miesięcy przed końcem IV kadencji PE.